# Tephrosia marginata
Tephrosia marginata är en ärtväxtart som beskrevs av Emil Hassler. Tephrosia marginata ingår i släktet Tephrosia och familjen ärtväxter.

## Underarter
Arten delas in i följande underarter:
- T. m. cinerascens
- T. m. marginata
- T. m. pseudo-rufescens